# Berlinghieri Rucellai
Berlinghieri Rucellai, conosciuto anche come Bingeri e Gerlighieri (Firenze, ... – Firenze, 1348), è stato un militare italiano.
Nel 1318 fu chiamato a Siena dalla magistratura dei Nove per debellare i rivoltosi che volevano impadronirsi del potere in città; Rucellai vinse la battaglia con facilità ed ebbe l'onore di aggiungere l'arme senese allo stemma della nobile famiglia Rucellai.